# Kleebach (Lahn)
Der Kleebach ist ein etwa 27 km langer linksseitiger Zufluss der Lahn in Hessen.

## Verlauf
Der Kleebach entspringt im östlichen Hintertaunus in der Nähe von Espa und durchfließt anschließend nacheinander die Ortschaften Cleeberg, Oberkleen, Niederkleen, Dornholzhausen, Hochelheim, Hörnsheim, Großen-Linden, Lützellinden, Allendorf und mündet in der Nähe Dutenhofens bei dem Lahnkilometer 106 in die Lahn. Zu seinen größten Zuflüssen gehören der Schwingbach, den er bei Hüttenberg aufnimmt, der Dießenbach, der bei Großen-Linden in ihn mündet und der Lückenbach, der zwischen Allendorf und Lützellinden auf ihn  trifft.

## Daten
Das Einzugsgebiet des Kleebachs beträgt etwa 165 km² und seine mittlere Abflussmenge 815 l/s.